# Mayer Carl von Rothschild
Mayer Carl von Rothschild (Frankfurt na Majni, 5. kolovoza 1820. – Frankfurt na Majni, 16. listopada 1886.), njemački bankar i političar iz talijanske loze Rothschildovih, bogate bankarske obitelji židovskog porijekla.
Rodio se kao najstariji od četvorice sinova baruna Carla Mayera von Rothschilda (1788. – 1855.) i Adelheide Herz (1800. – 1853.). Studirao je na Sveučilištu u Göttingenu i na Sveučilište u Berlinu. Godine 1855., poslije smrti oca i strica Amschela Mayera von Rothschilda (1773. – 1855.), koji nije ostavio potomstvo, preuzeo je upravu i vođenje frankfurtske pbiteljske bankarske kuće.
Bio je službeni bankar pruskog dvora, a obnašao je i počasne službe konzula Vojvodstva Parme u Frankfurtu, konzula Bavarske i višeg konzula Austrije. Godine 1871. postao je prvi Židov imenovan u Gornji dom pruskog parlamenta.
Dana 6. travnja 1842. oženio je rođakinju Louise Rothschild (1820. – 1894.), kćerku Nathana Mayera Rothschilda, osnivača britanskog ogranka obitelji Rothscild, s kojom je imao sedmero kćeri:
- Adèle von Rothschild (1843. – 1922.)
- Emma Louise von Rothschild (1844. – 1935.)
- Clementine Henriette von Rothschild (1845. – 1865.)
- Thérèse von Rothschild (1847. – 1931.)
- Hannah Luise von Rothschild (1850. – 1892.)
- Marguerite de Rothschild (1855. – 1905.)
- Bertha Clara von Rothschild (1862. – 1903.)